# Jean-Baptiste de Brancas

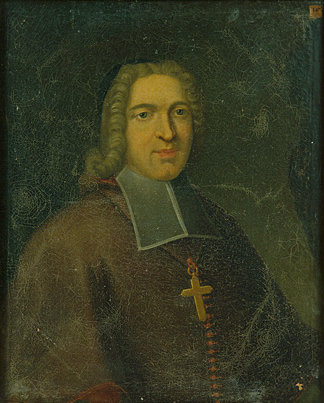
Jean-Baptiste de Brancas, Anonym, 1750/70

Jean-Baptiste-Antoine de Brancas (* 12. April 1693 in Pernes-les-Fontaines; † 30. August 1770 in Aix-en-Provence) war ein französischer Kleriker. Er war Bischof von La Rochelle von 1725 bis 1729 und Erzbischof von Aix von 1729 bis 1770.

## Jugend
Jean-Baptiste-Antoine de Brancas war eines von dreizehn Kindern und der sechste Sohn von Henri de Brancas, Marquis de Céreste, und Dorothée de Chelys. Sein Bruder Louis de Brancas wurde 1741 Marschall von Frankreich, sein Bruder Henri-Ignace de Brancas wurde 1715 Bischof von Lisieux.
Jean-Baptiste studierte am Collège Royal de Bourbon in Aix (das heutige Lycée Mignet) unter der Leitung der Jesuiten, dann ging er nach Paris, wo er am Priesterseminar Saint-Sulpice studierte, das von der Oratorianerkongregation geleitet wurde. Zur gleichen Zeit besucht er Theologiekurse an der Fakultät der Sorbonne, seine Ausbildung schloss er mit der Promotion in der Pariser Archevêché ab.

## Laufbahn
1717 wurde er dank seines Bruders Louis, der ein enger Freund des Regenten Philippe II. de Bourbon, duc d’Orléans, war, Kommendatarabt der Benediktinerabtei Saint-Père in Melun, die 4000 Livre jährlich einbrachte, ohne dass er mit der Verwaltung der Abtei befasst war oder zur Anwesenheit verpflichtet. Im gleichen Jahr wurde er zum Almosenier des Königs ernannt, ein Amt, das er sich im Schloss Versailles mit sieben weiteren Kaplänen teilte, und das ihn mit dem König bekannt machte. 1720 wurde er zum Agent général du clergé gewählt, eine Funktion, die eine Art Vermittler zwischen während der Generalversammlungen zwischen dem Klerus und dem König war.
Am 25. April 1725 wurde er zum Bischof von La Rochelle ernannt. Am 21. Oktober 1725 wurde er von Kardinal Armand I. Gaston Maximilien de Rohan-Soubise, Bischof von Straßburg, geweiht. Er begann seine Arbeit bereits hier – so wie er es später auch in Aix fortführte – in einer feindlichen Position gegenüber dem Jansenismus. Am 14. Juni 1729 wurde er Erzbischof von Aix dank der Unterstützung des Kardinals André-Hercule de Fleury und seines Vorgängers dort, Charles Gaspard Guillaume de Vintimille du Luc, der Erzbischof von Paris wurde. Zu dieser Zeit war der Besitz des Erzbistums Aix im Vergleich zu anderen Diözesen ziemlich umfangreich, ein Besitz, der im 15. Jahrhundert dank der Zuwendungen von René d’Anjou, Graf von Provence, entwickelt worden war, und dem Amtsinhaber ein Jahreseinkommen von 33.000 Livre einbrachte.

## Der Erzbischof von Aix
Brancas verließ in den über vierzig Jahren, die er als Erzbischof amtierte, seine Diözese kaum, pflegte aber seine Beziehungen zum Hof intensiv, vor allem zu den Kardinälen Fleury und Pierre Guérin de Tencin, der 1742 bis 1752 Staatsminister war, sowie zu Louis René Édouard de Rohan-Guéméné und Philibert Orry, die großen Einfluss am Hof hatten.
Gegenüber seinem Klerus und den Gläubigen zeigte er alle Merkmale eines Prälaten der Gegenreformation. Der Klerus wurde ständig überwacht und er zögerte auch nicht, dem Jansenismus zuneigende Pfarrer ins Exil zu schicken. Andererseits schuf er einen Fonds, der es ermöglichte, diejenigen Pfarrer zu unterstützen, die aus Altersgründen nicht mehr in der Lage waren, ihr Amt auszuüben.
Am auffälligsten ist jedoch das Verhältnis zwischen Politik und Kirche. Er war im offenen Konflikt mit dem Parlement der Provence, deren Mitglieder zu einem großen Teil Gallikaner waren. Dieser Konflikt hatte seinen Höhepunkt, als Ludwig XV. ihn wegen seiner Unnachgiebigkeit nach Lambesc verbannte, um die politischen und religiösen Spannungen zu lösen. Gedemütigt kehrte Brancas erst 1759 nach Aix zurück. Zwischen 1760 und 1770 wurden die Kämpfe fortgesetzt, und das zunehmend gallikanische Parlament auf der einen, sowie der Erzbischof auf der anderen Seite verteidigten ihre ultramontanen Positionen. In dieser Hinsicht war die Situation in Aix repräsentativ für die im gesamten Königreich, zumal die Jesuiten in der Provence eine starke Stellung einnahmen und von Brancas auch in verschiedenen Prozessen unterstützt wurden, die das Parlement bis 1763 gegen den Hof anhängig machte.